# Ang Thong
Ang Thong (en tailandés: อ่างทอง) es una ciudad (thesaban mueang) de Tailandia, capital de la provincia homónima. La ciudad cubre todo el tambon de Talat Luang y Bang Kaeo, así como partes de los de Sala Daeng, Ban Hae, Ban It, Pho Sa y Yansue, la totalidad del Amphoe de Mueang Ang Thong. Ubicada a la orilla del río Chao Phraya, en 2006 tenía una población de 13.738 habitantes.
Ang Thong fue originalmente conocido como Muang Wiset Chai Chan. La ubicación original de Muang Wiset Chai Chan fue a orillas del río Noi. Muang Wiset Chai Chan fue un elemento esencial del frente fronterizo de Ayutthaya durante la guerra con Birmania, y ubicación de un campamento birmano en la ruta a la batalla en Bang Rachan en Singburi. Durante el período de Thonburi, Muang Wiset Chai Chan se trasladó a la orilla izquierda del río Chao Phraya y pasó a denominarse Muang Angthong.